# Ван Гошэн
Ван Гошэ́н (кит. упр. 王国生; род. в мае 1956, пров. Шаньдун) — китайский политик. Глава парткома КПК провинции Хэнань в 2018—2021 гг., перед чем — пров. Цинхай (2016—2018), губернатор пров. Хубэй (2010—2016), член ЦК КПК с 2012 года (кандидат с 2007 года).
Член КПК с июня 1975 года, член ЦК КПК 18-19 созывов (кандидат 17 созыва).
В 1981-83 гг. учился политологии в Шаньдунском университете.
В 2001—2010 годах член посткома парткома пров. Цзянсу, в 2001—2004 гг. завотделом пропаганды парткома провинции, в 2004—2010 гг. заворготделом парткома провинции, в 2008—2010 гг. замглавы парткома пров. Цзянсу, ректор провинциальной партшколы.
С декабря 2010 года и. о., с февраля 2011 года губернатор пров. Хубэй (Центральный Китай) и замглавы парткома провинции.
В 2016—2018 гг. глава парткома пров. Цинхай.
С 2018 года глава парткома провинции Хэнань.
Женат.